# کلیدهای ماشین
کلیدهای ماشین (فرانسوی: Les Clefs de bagnole‎) یک فیلم فرانسوی و محصول سال ۲۰۰۳ میلادی است.